# 奧斯韋亞
奧斯韋亞是白俄羅斯的城鎮，位於奧斯維亞湖南岸，距離上第文斯基40公里，由維捷布斯克州負責管轄，海拔高度137米，2010年人口1,300。第二次世界大戰期間，納粹德國在1941年7月1日至1944年7月17日佔領該鎮。